# Trichorhina tomentosa
Trichorhina tomentosa – gatunek lądowego skorupiaka z rzędu równonogów i rodziny Platyarthridae. Potocznie znany jako stonoga tropikalna.

## Wygląd zewnętrzny
Niewielki równonóg osiągający do 5 mm długości o wydłużonym, owalnym obrysie ciała i białawym lub bladopłowym zabarwieniu. Posiada oczy złożone z pojedynczego czarnego omatidium.

## Występowanie
Pochodzi z tropikalnych rejonów Ameryki, skąd został zawleczony do szklarni na całym świecie. Obecnie jest najbardziej rozpowszechnionym obcym gatunkiem stonogi w Europie w wyniku działań handlowych i jego sprzedaży jako zwierzęcia karmowego oraz rosnącego zainteresowania terrarystyką.

## Rozmnażanie
Wyłącznie poprzez partenogenezę, samce nie występują.